# Paulo Guerra (atleta)
Paulo Alexandre Martins Guerra (Barrancos, 21 de Agosto de 1970), é um atleta português. É especialista em corta-mato, na pista a sua melhor prova é a de 10000 metros. 
Os seus clubes foram o Sporting Clube de Portugal e o Maratona Clube de Portugal.
Em 1999 recebeu a Medalha Olímpica Nobre Guedes.

## Palmarés
- 1993
  - No Campeonato Mundial de Corta-Mato em Amorebieta-Etxano, Espanha ficou em 21º, ganhando a medalha de bronze por equipas.

- 1994
  - Participou no Campeonato Mundial de Corta-Mato em Budapeste, Hungria ficou em 13º e em 5º por equipas.
  - Em Helsínquia, Finlândia, no Campeonato da Europa de Atletismo ficou em 5º na prova de 10000 metros.
  - Ganhou a medalha de ouro na primeira edição do Campeonato da Europa de Corta-Mato em Alnwick, Reino Unido, ganhando também outra medalha de ouro por equipas.

- 1995
  - No Campeonato Mundial de Corta-Mato de Durham, Reino Unido ficou em 6º e em 4º por equipas.
  - No Campeonato do Mundo de Atletismo em Gotemburgo, Suécia ficou em 8º na prova de 10000 metros.
  - Voltou a ganhar a medalha de ouro no Campeonato Europeu de Corta-Mato novamente em Alnwick, ganhando ainda a medalha de prata por equipas.

- 1996
  - No Campeonato Europeu de Corta-Mato em Charleroi, Bélgica ficou em 2º individualmente e em 1º por equipas.

- 1997
  - No Campeonato Mundial de Corta-Mato de Turim, Itália ficou em 26º e em 4º por equipas.

- 1998
  - No Campeonato Mundial de Corta-Mato de Marrakech, Marrocos ficou em 12º e em 4º por equipas.
  - No Campeonato da Europa de Atletismo, realizado em Budapeste, Hungria ficou em 14º na prova de 10000 metros.
  - Ganhou uma medalha de prata por equipas no Campeonato Europeu de Corta-Mato em Ferrara, Itália ficando em 11º individualmente.

- 1999
  - No Campeonato Mundial de Corta-Mato de Belfast, Irlanda do Norte, ficou em 3º individualmente e também por equipas.
  - Ganhou nova medalha de ouro no Campeonato Europeu de Corta-Mato em Velenje, Eslovénia ficando em 2º por equipas.

- 2000
  - No Campeonato Mundial de Corta-Mato de Vilamoura, Portugal ficou em 25º e em 3º por equipas.
  - Ganhou pela 4ª vez o Campeonato Europeu de Corta-Mato em Malmö, Suécia ficando em 4º por equipas.

- 2001
  - No Campeonato Mundial de Corta-Mato de Ostend, Bélgica ficou em 4º e em 5º por equipas.
  - No Campeonato Europeu de Corta-Mato de Thun, Suíça ficou em 2º por equipas.

## Recordes pessoais
- 1500 metros - 3:45.21 min (1995)
- 3000 metros - 7:49.94 min (1996)
- 3000 metros com obstáculos - 8:43.86 min (1991)
- 5000 metros - 13:18.59 min (1995)
- 10000 metros - 27:50.17 min (1998)
- Meia maratona - 1:01:53 h (1996)
- Maratona - 2:11:02 h (1998)